# Федір Чернігівський
Федір Чернігівський (? — 20 вересня 1246, Сарай-Бату) — чернігівський боярин князя Михайла Всеволодовича. Вбитий 1246 року в Сарай-Бату за відмову вклонитися монгольським язичницьким божествам та зректися православної віри. Разом зі своїм князем канонізований як мученик Російською православною церквою та Православною церквою України.

## Життєпис
Був боярином та близьким соратником чернігівського князя Михайла Всеволодовича.
1244 року чиновники монгольського хана Батия прибули до Чернігова та запропонували князеві Михайлові Всеволодовичу поїхати до хана в Сарай-Бату, столицю Золотої Орди, щоб просити та отримати монгольський ярлик на правління. Князь погодився на цю пропозицію. Він поїхав разом зі своїм близьким соратником — боярином Федором.
Під час перебування в ханській ставці князеві й боярину наказали пройти крізь вогняне багаття[прояснити] та поклонитися перед монгольськими ідолами, щоб, як кажуть монгольські вірування, зняти з себе всі гріхи, вчинені проти хана Батия. Князь Михайло та боярин Федір відмовилися зробити такий язичницький ритуал, відповівши:
|  | Християнин кланяється тільки Богові, Творцеві світу, а не тварюці; [ми] готові вклонитися цареві [ханові Батию], оскільки Бог вручив йому долю земних царств. |

За непокору князь Михайло Чернігівський був убитий 20 серпня 1246 року.
Після цього монголи почали вмовляти боярина Федора зректися православної віри та все ж вклонитися монгольським божествам. У обмін на це вони пропонували зробити Федора князем Чернігівським. На це боярин відповів:
|  | Княжіння не хочу і богам вашим не вклонюсь, але хочу постраждати за Христа, як і князь мій! |

Після цього боярина Федора катували, після чого стратили обезголовлюванням. Тіла князя та боярина Федора віддали на поїдання собакам. Проте пізніше їхні мощі вдалося перевезти до Чернігова.

## Канонізація
Незабаром після перенесення мощів князя Михайла й боярина Федора до Чернігова вони були канонізовані. День пам'яті святих — 14 лютого та 20 вересня.
Також вони є святими Православної церкви України.

## Перенесення мощів
1572 року Московське царство захопило Чернігів. Після цього мощі святих були перевезені до Москви та поховані у церкві Михайла й Федора Чернігівських. Пізніше вони були перенесені до Стрітенського собору Московського кремля. 21 листопада 1772 року мощі були перенесені до Архангельського собору, де вони зберігаються досі.